# Musée d'histoire de Yokohama

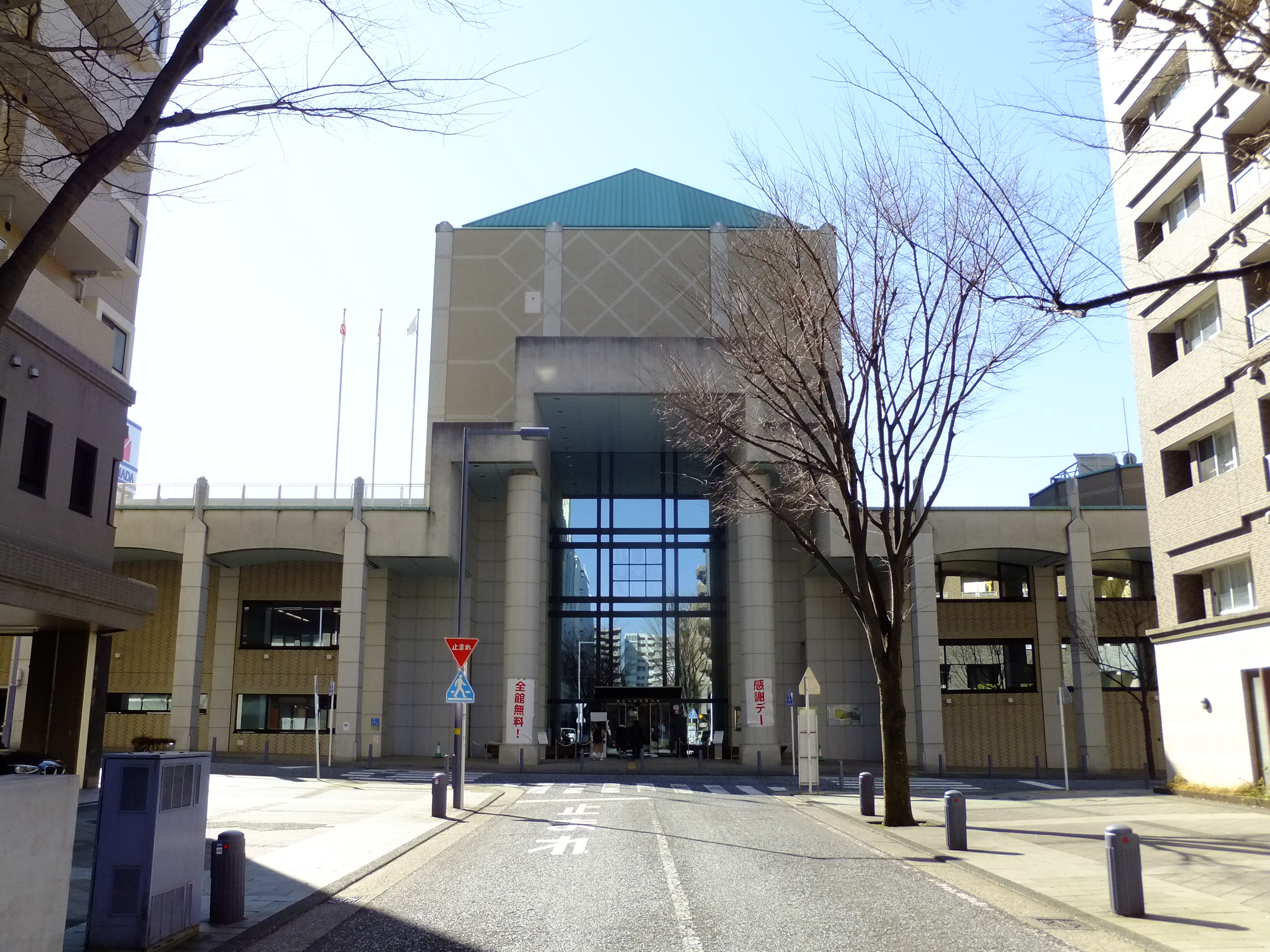
Musée d'histoire de Yokohama.

Le musée d'histoire de Yokohama (横浜市歴史博物館, Yokohama-shi rekishi hakubutsukan) se trouve dans l'arrondissement de Tsuzuki, à Yokohama, préfecture de Kanagawa au Japon. Ses expositions sont consacrées à l'histoire de la ville de Yokohama.